# 弗吕日
弗吕日（法語：Fruges，法語發音：[fʁyʒ]）是法国上法蘭西大區加来海峡省的一个市镇，属于蒙特勒伊区。

## 地理
弗吕日（50°30'53"N, 2°8'2"E）面积18.9 平方千米，位于法国上法蘭西大區加来海峡省，该省份为法国北部沿海省份，西北濒北海，南至索姆省，东临北部省。
与弗吕日接壤的市镇（或旧市镇、城区）包括：拉丹冈、吕日、吕索维尔、桑利斯、韦尔尚、康莱尔、新库佩勒、旧库佩勒、克雷基。
弗吕日的时区为UTC+01:00、UTC+02:00（夏令时）。

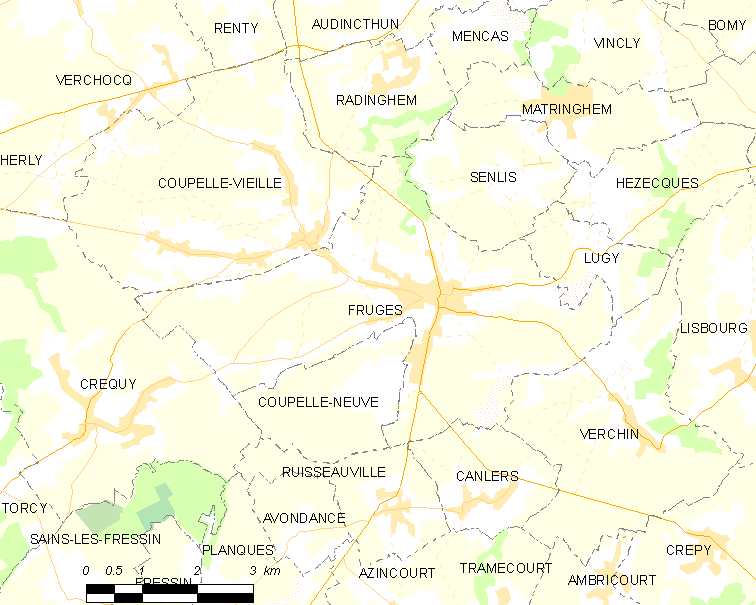
弗吕日的OSM定位图

## 行政
弗吕日的邮政编码为62310，INSEE市镇编码为62364。

## 政治
弗吕日所属的省级选区为弗吕日县。

## 人口

1962-2008年间弗吕日人口变化图示

弗吕日于2022年1月1日时的人口数量为2349人。